# Centrolepis pilosa
Centrolepis pilosa là một loài thực vật có hoa trong họ Centrolepidaceae. Loài này được Hieron. mô tả khoa học đầu tiên năm 1873.